# Kalkaska megye
Kalkaska megye az Amerikai Egyesült Államokban, azon belül Michigan államban található. Megyeszékhelye és legnagyobb városa Kalkaska. Lakosainak száma 17 939 fő (2020. április 1.). Kalkaska megye Antrim, Crawford, Grand Traverse, Otsego, Roscommon, Missaukee és Wexford megyékkel határos.

## Népesség
A megye népességének változása:
| Lakosok száma | 17 121 | 17 123 | 17 049 | 17 196 | 17 260 | 17 939 |
|               | 2010   | 2011   | 2012   | 2013   | 2015   | 2020   |